# Sean Legacy
Sean Rossini (Evans, 28 de novembro de 1995), mais conhecido pelo nome de ringue Sean Legacy, é um lutador profissional americano. Atualmente, está contratado pela WWE através do programa WWE ID e se apresenta nas marcas NXT e Evolve. Ele também competiu no circuito independente e participou de promoções como All Elite Wrestling, wXw e Pro Wrestling NOAH.

## Início de vida
Sean Rossini nasceu em 28 de novembro de 1995, em Evans, Geórgia. Ele estudou na Evans High School, onde participou de atividades esportivas e desenvolveu desde cedo uma paixão por condicionamento físico e performance. Durante sua infância, Rossini era fã de wrestling profissional e admirava os personagens grandiosos da WWE, o que o inspirou a seguir carreira na indústria.

## Carreira na luta livre profissional

### Início de carreira (2016–2024)
Rossini fez sua estreia no wrestling profissional em 29 de outubro de 2016, usando o nome de ringue Sean Legacy. Ele lutou por diversas promoções independentes americanas. Em 2020, também competiu em uma luta individual no programa AEW Dark, enfrentando Will Hobbs. Legacy teve uma breve passagem pela Pro Wrestling NOAH, incluindo uma aparição no evento All Together, onde fez dupla com Chris Ridgeway para derrotar a equipe TMDK (Zack Sabre Jr. e Kosei Fujita).

### WWE (2024–presente)
No final de 2024, Legacy foi anunciado como parte do "ID Program" da WWE, uma iniciativa que busca recrutar talentos de destaque do circuito independente.
No evento principal do episódio inaugural do Evolve, em 5 de março de 2025, Legacy, Jack Cartwheel e Cappuccino Jones derrotaram Jackson Drake e a dupla Swipe Right (Brad Baylor e Ricky Smokes) em uma luta de trios. No episódio de 26 de março do Evolve, Legacy derrotou Timothy Thatcher, que estava fazendo seu retorno aos ringues da WWE.
Ele fez sua estreia televisionada no NXT em 6 de maio, em uma battle royal para definir o desafiante número um ao Campeonato do NXT, luta que acabou sendo vencida por Myles Borne. Legacy se destacou durante a battle royal, incluindo uma sequência marcante com Je'Von Evans, que eventualmente o eliminou. Em seguida, Legacy enfrentou Lexis King no Evolve em 14 de maio de 2025, mas foi derrotado após uma interferência. Já em 21 de maio, Legacy conquistou uma vitória significativa no NXT em uma luta triple threat contra Je'Von Evans e Ashante "Thee" Adonis, garantindo uma futura oportunidade pelo Campeonato Norte-Americano do NXT.

## Títulos e prêmios
- Viral Pro Wrestling
  - VPW Heavyweight Championship (1 vez)
  - Garden City Classic Winner (2019)[11]
- Intense Wrestling Entertainment
  - IWE Heavyweight Championship (1 vez)
- Southern Honor Wrestling
  - SHW Southern States Championship (1 vez)[12]